# Lysiopetalum dorsovittatum
Lysiopetalum dorsovittatum är en mångfotingart som beskrevs av Karl Wilhelm Verhoeff 1900. Lysiopetalum dorsovittatum ingår i släktet Lysiopetalum och familjen Callipodidae. Inga underarter finns listade i Catalogue of Life.